# Международная организация гражданской авиации
Междунаро́дная организа́ция гражда́нской авиа́ции (англ. International Civil Aviation Organization аббрев. ICAO русиф. ИКАО) — специализированное учреждение ООН, устанавливающее международные нормы гражданской авиации и координирующее её развитие с целью повышения безопасности и эффективности. Международная ассоциация воздушного транспорта (IATA) является самостоятельной организацией и её не следует путать с ИКАО.
ИКАО учреждена на основании положений части ІІ Чикагской конвенции 1944 года. Существует с 4 апреля 1947 года. Штаб-квартира находится в Монреале (Канада).
Региональные отделения находятся в Бангкоке, Дакаре, Каире, Лиме, Мехико, Найроби и Париже.
СССР вступил в члены ИКАО 14 ноября 1970 года.
Уставной целью ИКАО является обеспечение безопасного, упорядоченного развития международной гражданской авиации во всём мире и другие аспекты организации и координации международного сотрудничества по всем вопросам гражданской авиации, в том числе международных перевозок. В соответствии с правилами ИКАО международное воздушное пространство разделено на районы полётной информации — воздушное пространство, границы которого устанавливаются с учётом возможностей средств навигации и контроля за воздушным движением. Одной из функций ИКАО является присвоение аэропортам мира четырёхбуквенных индивидуальных кодов-идентификаторов, используемых для передачи аэронавигационной и метеорологической информации по аэропортам, планов полётов (flight-plans), обозначения гражданских аэродромов на радионавигационных картах.
ИКАО работает в тесном сотрудничестве с другими специализированными учреждениями ООН, такими как Международная морская организация, Международный союз электросвязи и Всемирная метеорологическая организация. Во многих совещаниях, проводимых ИКАО, также принимают участие Международная ассоциация воздушного транспорта, Международный совет аэропортов, Международная федерация ассоциаций линейных пилотов и другие международные организации.
В 1992 году (резолюция A29-1) ИКАО объявила 7 декабря Днём гражданской авиации. В дальнейшем это решение поддержала ООН.

## Устав ИКАО

Надписи в составе логотипа ИКАО:
вверху — аббревиатура ICAO на английском, французском/испанском и русском языках,
внизу — аббревиатура ИКАО на китайском и арабском языках

Уставом ИКАО считается девятая редакция Международной конвенции гражданской авиации (также называется Чикагской конвенцией), которая включает в себя изменения с 1948 по 2006 годы. Она имеет также обозначение ICAO Doc 7300/9.
Конвенция дополняется 19 приложениями (Annexes), устанавливающими международные стандарты и практические рекомендации.

## Коды ИКАО
ИКАО и ИАТА имеют собственные системы кодирования аэропортов и авиакомпаний. ИКАО использует четырёхбуквенные коды аэропортов и трёхбуквенные коды авиакомпаний. В США коды ИКАО обычно отличаются от кодов ИАТА только префиксом K (например, LAX == KLAX). Аналогично в Канаде к кодам ИАТА добавляют префикс C для образования кода ИКАО. Во всём остальном мире коды ИКАО и ИАТА не связаны между собой, поскольку коды ИАТА основаны на фонетическом сходстве, а коды ИКАО привязаны к месту базирования (location-based).
ИКАО также отвечает за выдачу цифробуквенных кодов типов самолётов, которые состоят из 2—4 знаков. Эти коды обычно используются в планах полётов.
ИКАО также предоставляет телефонные позывные для самолётов по всему миру. Они состоят из трёхбуквенного кода авиакомпании и позывного, состоящего из одного или двух слов. Обычно, но не всегда, позывные соответствуют названию авиакомпании. Например, код для Aer Lingus — EIN, а позывной — Shamrock, для Japan Airlines International код — JAL, а позывной — Japan Air. Таким образом, рейс компании Aer Lingus под номером 111 будет закодирован как «EIN111», а произнесён по радиосвязи как «Shamrock Сто одиннадцать». Рейс под тем же номером компании Japan Airlines будет закодирован как «JAL111» и произнесён как «Japan Air Сто одиннадцать». ИКАО принимает также стандарты регистрации самолётов, в которых, в числе прочего, странам назначаются цифробуквенные коды.

## Члены организации

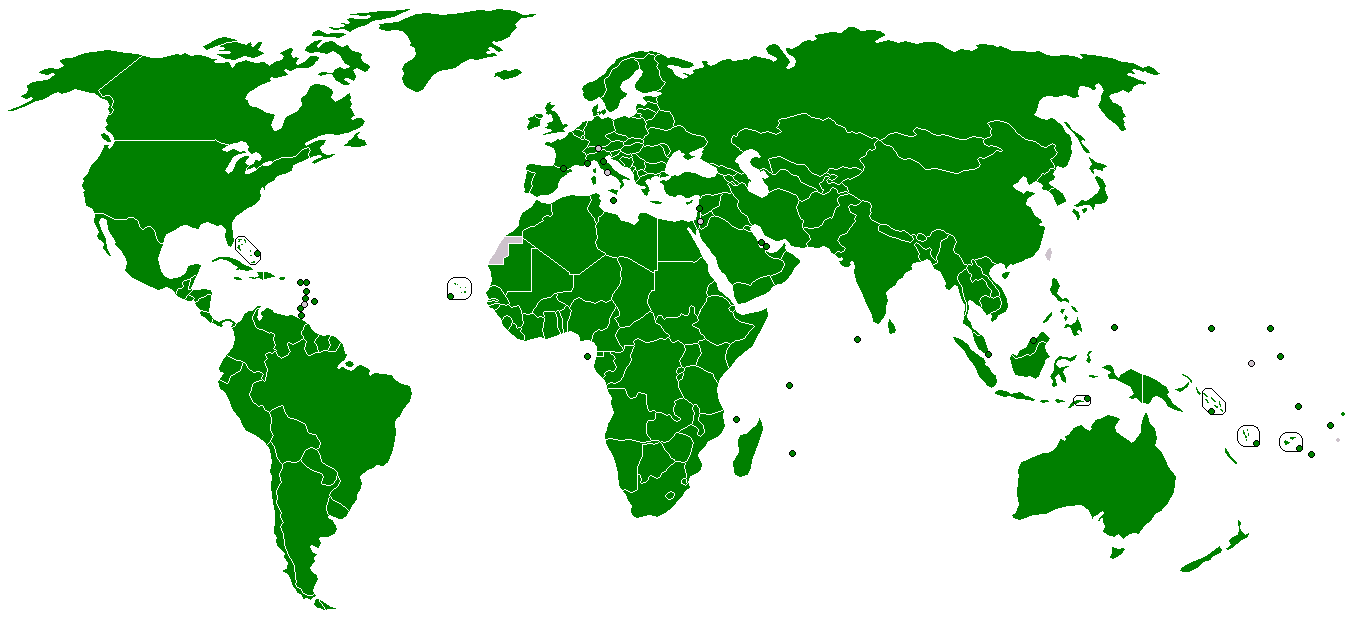
Государства-члены ИКАО на карте мира

По состоянию на октябрь 2022 число стран-участников — 193: все члены ООН (кроме Лихтенштейна, делегировавшего Швейцарии полномочия для осуществления договора на своей территории) плюс Острова Кука.

## Структура организации
Структура организации описана во второй части Конвенции о международной гражданской авиации. В соответствии со статьёй 43 «Название и структура» организация состоит из суверенного органа, каковым является Ассамблея, и руководящего органа — Совета, а также «других органов, которые могут быть необходимы».
Главными должностными лицами являются Президент Совета и Генеральный секретарь.

### Ассамблея
Ассамблея (Assembly) собирается не реже одного раза в три года, а по требованию Совета или по просьбе не менее одной пятой от общего числа Договаривающихся государств, в любое время может быть проведена чрезвычайная сессия Ассамблеи. До поправки, внесённой 8-й сессией Ассамблеи 14 июня 1954 года и вступившей в силу 12 декабря 1956 года, Ассамблея собиралась ежегодно, а до поправки 14-й сессии Ассамблеи, внесённой 15 сентября 1962 года и вступившей в силу 11 сентября 1975 года, для проведения чрезвычайной сессии Ассамблеи достаточно было просьбы любых десяти Договаривающихся государств.
В права и обязанности Ассамблеи входят:
- избрание на каждой сессии Ассамблеи её Председателя и других должностных лиц;
- избрание Договаривающихся государств-членов Совета;
- рассмотрение отчётов Совета и принятие соответствующих мер по ним;
- определение годового бюджета и финансовых мероприятий организации;
- проверка расходов и утверждение финансовых отчётов организации;
- рассмотрение предложений об изменениях положений текущей конвенции и поправок к ним.

### Совет

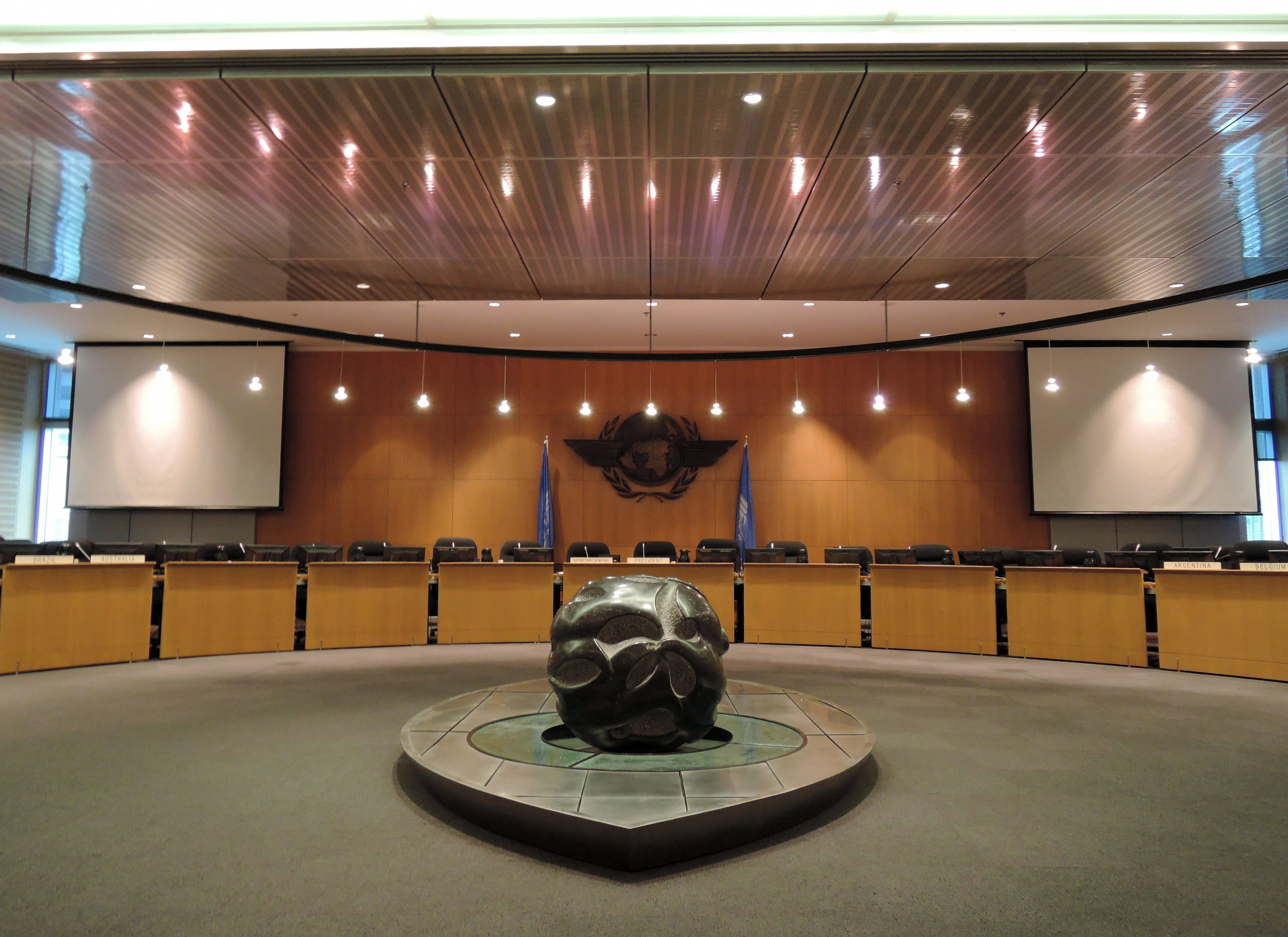
Зал заседаний Совета ИКАО (июль 2013 года)

Совет (Council) состоит из представителей 36 Договаривающихся государств, избираемых Ассамблеей каждые три года, и осуществляет постоянное руководство деятельностью ИКАО.
Первоначальным текстом конвенции 1944 года предусматривался Совет в составе 21 члена. С тех пор число государств-членов менялось четыре раза: на 13-й сессии Ассамблеи (27 государств), 17-й (30), 21-й (33) и 28-й (36) сессиях. Последнее изменение, внесённое на 28-й (чрезвычайной) сессии Ассамблеи 26 октября 1990 года, вступило в силу 28 ноября 2002 года.
В обязанности Совета входят:

Члены совета ИКАО на 2016 (разделённые на три группы)

- принятие международных стандартов и рекомендуемой практики и включение их в Приложения к Конвенции о международной гражданской авиации;
- составление годовых докладов Ассамблее;
- выполнение указаний Ассамблеи;
- назначение Авиатранспортного комитета, формируемого из числа членов Совета;
- учреждение Аэронавигационной комиссии и назначение её Председателя;
- распоряжение финансами организации, в том числе определение жалования Президента Совета;
- сообщение Ассамблее и Договаривающимся государствам о нарушениях Конвенции или невыполнении рекомендаций и решений Совета.

Совету оказывают помощь его вспомогательные органы (Авиатранспортный комитет, Комитет по совместной поддержке аэронавигационного обслуживания, Финансовый комитет, Комитет по незаконному вмешательству, Комитет по людским ресурсам и Комитет по техническому сотрудничеству) и Аэронавигационная комиссия.

### Президент Совета
Президент Совета избирается самим Советом сроком на три года с возможностью переизбрания. Президент Совета не имеет своего голоса, им может стать любое государство из числа Договаривающихся государств. В том случае, если Президентом Совета становится член Совета, то его место становится вакантным, тогда Ассамблеей в кратчайшие сроки данное место заполняется другим Договаривающимся государством. Также Советом избирается один или несколько вице-президентов, сохраняющих за собой право голоса во время исполнения обязанностей Президента Совета.
Обязанности Президента Совета включают:
- созыв заседаний Совета, Авиатранспортного комитета и Аэронавигационной комиссии;
- выполнение от имени Совета функций, возлагаемых на него Советом.

### Аэронавигационная комиссия

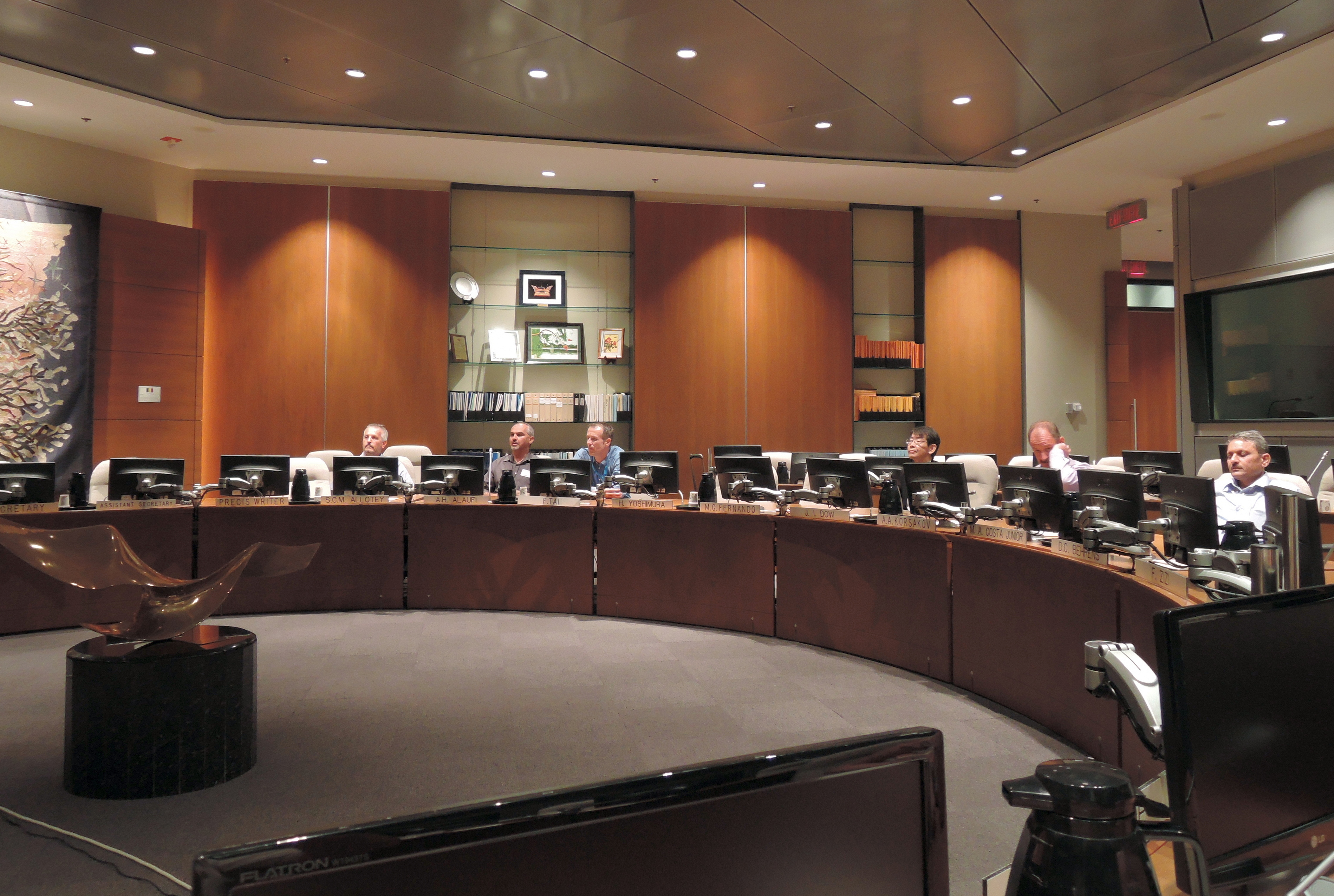
Зал заседаний Аэронавигационной комиссии ИКАО

Аэронавигационная комиссия (Air Navigation Commission) состоит из 19 человек, назначенных Советом из числа лиц, выдвинутых Договаривающимися государствами. В соответствии с первоначальным текстом конвенции 1944 года Комиссия состояла из 12 человек. Впоследствии это число менялось дважды: на 18-й сессии Ассамблеи (15 человек) и на 27-й (19). Последнее изменение, внесённое на 27-й сессии Ассамблеи 6 октября 1989 года, вступило в силу 18 апреля 2005 года.
В обязанности Аэронавигационной комиссии входят:
- рассмотрение предложений об изменениях Приложений к Конвенции, рекомендация их Совету для принятия;
- учреждение технических подкомиссий;
- консультация Совета относительно передачи Договаривающимся государствам информации для развития аэронавигации.

### Другие органы
- Авиатранспортный комитет;
- Юридический комитет;
- Комитет по совместной поддержке аэронавигационного обеспечения;
- Финансовый комитет;
- Комитет по контролю за противоправным вмешательством в международные воздушные перевозки;
- Комитет по кадрам;
- Комитет по техническому сотрудничеству;
- Секретариат.

### Региональные бюро
- Европа и Северная Атлантика (Париж);
- Африканское (Дакар);
- Ближневосточное (Каир);
- Южно-американское (Лима);
- Азиатско-тихоокеанское (Бангкок);
- Северной Америки и Карибского бассейна (Мехико);
- Восточно-африканское (Найроби).

## Каталог изданий ИКАО
Ссылка на каталог Продукции и услуг (каталог изданий ИКАО) — 2022.
Основная часть изданий (документов) ИКАО распространяется на платной основе.
При внесении изменений в документы, утверждаемые на заседаниях сессий Советом ИКАО, генеральный секретарь направляет государствам — членам ИКАО уведомления о таких изменениях и, ссылаясь на статью 38 Конвенции ИКАО, предлагает направить в ИКАО ответную информацию о любых несогласиях государства с принятыми поправками к документу и/или с документом в целом и о любых различиях в национальных правилах государства с принятыми поправками к документу ИКАО.
В извещении устанавливается срок ответа государства-получателя извещения.
В извещении указывается о том, что если государство в установленный срок не представит уведомления о несогласии с поправками или с документом или не представит различия в национальных правилах с требованиями документов ИКАО, то согласно правилам ИКАО это будет означать, что у государства-получателя извещения нет возражений в части принятых поправок и/или в части обязанности исполнять документ в целом.